# Populierenblad
Het populierenblad (Gastropacha populifolia) is een nachtvlinder behorende tot de familie van de spinners (Lasiocampidae).

## Beschrijving
De voorvleugellengte bedraagt 22 tot 25 millimeter bij de mannetjes en 30 tot 35 millimeter bij de vrouwtjes. De soort lijkt op het eikenblad, maar is kleiner en geler.
De wetenschappelijke naam verwijst, net als de Nederlandse naam, naar de gelijkenis met een gedroogd blad (folium) van de populier.

## Rups
De voornaamste waardplanten van de rupsen zijn populieren, vooral ratelpopulier, maar de soort wordt ook waargenomen op wilg en es. De rups is te vinden vanaf september, waarna hij overwintert en dan weer tot juni waar te nemen is.

## Voorkomen
De soort komt verspreid voor in streken met een gematigd of subtropisch klimaat in het Palearctisch gebied.

### Nederland en België
In Nederland en België is het populierenblad zeer zeldzaam. De vliegtijd is van halverwege juni tot in augustus in één generatie. Soms volgt er een partiële tweede generatie tot halverwege september.

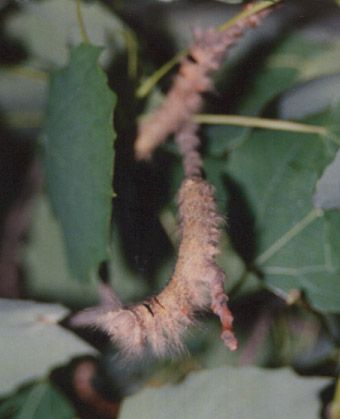
Rupsen